# Игуманија Анастасија (Савковић)
Анастасија Савковић (Београд, 15. фебруар 1942 — Манастир Ваведење, 8. мај 2019) била је игуманија Манастира Ваведења Пресвете Богородице у Београду.

## Биографија
Игуманија Анастасија Савковић рођена је 1942. године у Београду. По упокојењу игуманије Ангелине 1970. године манастиром Ваведења Преосвете Богородице на Сењаку, управљала је настојатељица Анастасија Савковић, а после ње је мати Агнија постављена за настојатељицу манастира. После смрти игуманије Агније 2001. године, игуманија Анастасија постављена је за настојатељицу манастира.
Игуманија Анастација умрла је 8. маја 2019. године. Монашко опело новопрестављеној схиигуманији Анастасији служио је Преосвећени Епископ бачки г. Иринеј уз саслужење Преосвећене господе Епископа врањског Пахомија и ремезијанског Стефана, викара Патријарха српског. Сахрањена је у порти манастира Ваведења Преосвете Богородице у Београду.